# 周山図

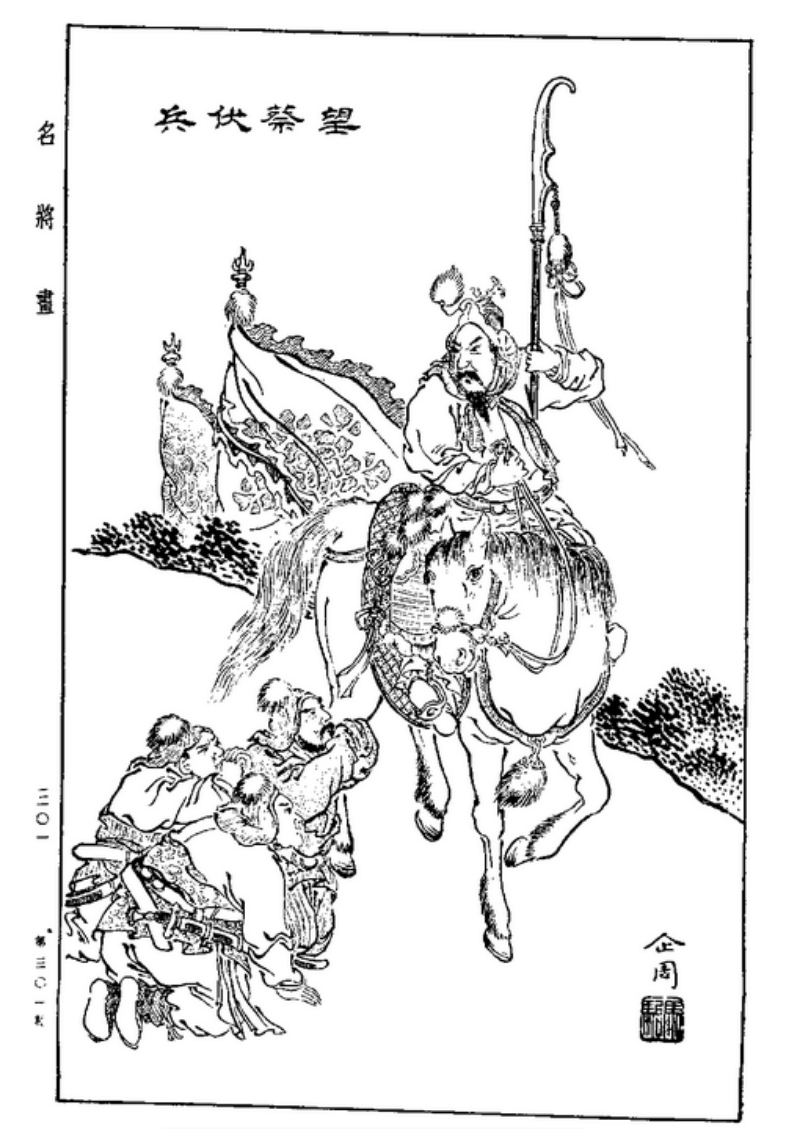
周山図

周 山図（周山圖、しゅう さんと、420年 - 483年）は、南朝宋から斉にかけての軍人。字は季寂。本貫は義興郡義郷県。

## 経歴
若い頃は貧しく、書記雇いの仕事をして生計を立てた。才幹を見せて、呉郡晋陵防郡隊主となった。元嘉30年（453年）、宋の孝武帝が劉劭を討つと、山図は参戦して勲功を挙げ、関中侯の爵を受けた。大明2年（458年）、兗州刺史の沈僧栄が瑕丘に駐屯すると、山図は沈僧栄と旧交があったため、その下で建武府参軍となった。大明3年（459年）、竟陵王劉誕が広陵で反乱を起こすと、山図は沈僧栄の命を受けて200人を率い沈慶之の下で討伐に参加した。泰始元年（465年）、殿中将軍の号を受けた。
泰始2年（466年）、晋安王劉子勛を支持する勢力が各地で挙兵して明帝に反抗すると、山図は僕射の王景文の推挙を受けて明帝側の将軍となり、100隻の小舟を率いて先鋒をつとめた。軍主の佼長生らとともに湖白・赭圻の2城を攻め落とした。員外郎に任じられ、振武将軍の号を加えられた。濃湖の平定に参加し、反乱軍を西陽まで追撃して凱旋した。鎮軍将軍の張永が彭城の薛安都を討つと、山図は2000人を率いて武原に向かった。北魏の騎兵の追撃を受け、部下の多くを殺傷された。北魏軍の包囲を受けたため、山図は武原の城に入って防備を固めた。その後に出陣して北魏軍の包囲を突破した。その武勇のために「武原将」と呼ばれた。張永の軍が敗れると、山図は敗残の兵1000人あまりを集めて下邳城を守った。建康に帰還して、給事中・冗従僕射・直閤将軍に任じられた。
山図は酒を好んで失敗が多く、たびたび明帝の譴責を受けたため、自ら酒を断った。銭唐県の新城戍に出向した。豫州の淮西の地が北魏に奪われると、新たに歴陽に鎮が置かれた。泰始5年（469年）、山図は龍驤将軍・歴陽県令となり、兵を率いて歴陽を守備した。臨海郡の田流が東海王を自称して、会稽郡鄞県の海沿いの山谷に逃げ込み、要害に拠って陣営を築いたため、宋の官軍は討伐することができなかった。明帝は直後の聞人襲を派遣して田流に降伏するよう説かせ、龍驤将軍の号を与えようとした。田流は明帝の命を受けず、一党を率いて海塩まで進出し、大規模な略奪を繰り広げた。この年の冬、田流は鄞県県令の耿猷を殺害した。泰始6年（470年）、山図は明帝の命を受けて兵を率いて東方の浹口に駐屯した。田流はその副将の曁挐に殺害されたが、別帥の杜連・梅洛生らがそれぞれ兵を率いて自立した。泰始7年（471年）、山図は兵を分けて掃討し、東方の反乱勢力をすべて鎮圧した。
豫章の張鳳が康楽山に兵を集め、長江の交通を遮断して自立した。南朝宋の官軍の軍主である李双と蔡保がたびたび軍を派遣して張鳳を攻撃したが、連年にわたって捕縛できなかった。軍主の毛寄生が豫章江で張鳳と戦ったが、大敗した。そこで明帝は山図に討伐を命じた。山図は幢主の龐嗣を派遣して張鳳に贈り物を渡して信用させた。張鳳を望蔡に誘きだすと、山図は水の側に伏兵を設けて、張鳳を襲い斬首した。寧朔将軍・漣口戍主に任じられた。山図は漣水をせきとめて西城を築き、北魏の交通路を遮断して、農地を灌漑した。元徽3年（475年）、歩兵校尉に転じ、建武将軍の号を加えられた。都督高平下邳淮陽淮西四郡諸軍事・寧朔将軍・淮南郡太守に転じた。桓温の墓を盗掘して、その宝物を国庫におさめた。左中郎将に転じた。
昇明元年（477年）、蕭道成が順帝を擁立して輔政にあたると、山図は沈攸之の反乱に備えるよう蕭道成に進言した。武陵王劉賛が郢州刺史となると、山図が蕭道成の命を受けて任地に送り届けた。蕭賾が晋熙王劉燮とともに郢州から建康への帰途につくと、山図はその後方の警備にあたった。沈攸之の乱が起こり、蕭賾が西討都督となると、山図は軍副をつとめた。蕭賾は湓城に駐屯したが、湓城の規模が小さく、防禦に適さないことから、諸将の議論は撤退論が多数を占めた。山図は諸軍の連係の態勢が大切であり、城の防備のことは小事であるとして、撤退論に反対した。山図は船板を取り外して、楼櫓を造り、水柵を立てて、わずかな時日で完成させた。前軍将軍の号を受け、寧朔将軍を加えられ、輔国将軍に進んだ。沈攸之が郢城を攻撃すると、蕭賾は山図にその形勢を分析させた。山図は沈攸之の猜疑心が強く、将士に団結を欠いていることを指摘し、その敗北を予見した。昇明2年（478年）、沈攸之が敗れると、平西将軍の黄回が小舟に白服100人あまりを乗せて岸に向けて叫ばせ、湓城の兵に官軍の勝利を知らせた。蕭賾は山図の先見の明を讃えた。建康に凱旋すると、山図は建康に駐屯する諸軍の統制にあたった。游撃将軍の号を受けた。
建元元年（479年）、蕭道成が斉を建国すると、山図は広晋県男に封じられた。仮節・都督兗青冀三州徐州東海朐山諸軍事・寧朔将軍・兗州刺史として出向した。建元2年（480年）、輔国将軍の号を受けた。この年の秋、北魏の侵攻があると、蕭道成は北魏が淮陰に進出してこないと読んで、山図に臨機応変の対応を委ねた。建元3年（481年）、北魏に属していた淮北の4州が斉への帰順を申し出たため、山図は蕭道成の命を受けて淮水から清水に入り、救援におもむいた。救援は間に合わず、北魏に討たれたため、山図は300家を収容して淮陰に帰還した。東海郡の郡治を漣口に移し、石鱉に陽平郡を立てるよう上表して、ともに容れられた。
建元4年（482年）、武帝（蕭賾）が即位すると、山図は竟陵王鎮北司馬に転じ、南平昌郡太守を兼ねた。山図は武帝との旧交あって、殿省に出入りし、とくに信任された。義郷県の長風廟に祀られた神で、生前は県令となり、姓は鄧といった者があったが、山図はこの神に輔国将軍の位を贈るよう上奏した。
山図は黄門郎に転じ、羽林四廂直衛を兼ねた。新林に別荘を建てて、建康とのあいだを日夜往来した。病にかかったため、武帝が医者を派遣して薬を与えさせた。永明元年（483年）、死去した。享年は64。

## 伝記資料
- 『南斉書』巻29 列伝第10
- 『南史』巻46 列伝第36